# Wöbbelin
Wöbbelin település Németországban, Mecklenburg-Elő-Pomeránia tartományban. Lakosainak száma 974 fő (2023. december 31.).

## A település részei
- Wöbbelin
- Dreenkrögen
- Funkamtsiedlung

## Népesség
A település népességének változása:
| Lakosok száma | 920  | 884  | 937  | 935  | 974  |
|               | 2017 | 2019 | 2021 | 2022 | 2023 |

## Látnivalók
|  |  |

- A templom
- Carl Theodor Körner sírja